# Sophie Chauveau
Sophie Chauveau (Ginebra, Suiza, 12 de junio de 1999) es una deportista francesa que compite en biatlón.
Ganó una medalla de oro en el Campeonato Mundial de Biatlón de 2024 y una medalla de plata en el Campeonato Europeo de Biatlón de 2025, ambas en la prueba de relevo.

## Palmarés internacional
| Campeonato Mundial | Campeonato Mundial           | Campeonato Mundial | Campeonato Mundial |
| Año                | Lugar                        | Medalla            | Prueba             |
| ------------------ | ---------------------------- | ------------------ | ------------------ |
| 2024               | Nové Město (República Checa) | Medalla de oro     | Relevo             |
| Campeonato Europeo |                              |                    |                    |
| Año                | Lugar                        | Medalla            | Prueba             |
| 2025               | Martello (Italia)            | Medalla de plata   | Relevo             |